# Robin Dixon, al treilea baron Glentoran
Robin Dixon, 3rd Baron Glentoran (n. 21 aprilie 1935, Londra, Anglia, Regatul Unit) este un politician ce a reprezentat Regatul Unit al Marii Britanii și al Irlandei de Nord, medaliat olimpic. A participat la 2 ediții ale Jocurilor Olimpice (1964, 1968) în care a câștigat o medalie de aur.